# L'aventura del vampir de Sussex
L'aventura del vampir de Sussex (anglès: The Adventure of the Sussex Vampire), escrita per l'autor britànic Arthur Conan Doyle, és una de les 12 històries de Sherlock Holmes recollides entre 1921 i 1927 com a L'arxiu de Sherlock Holmes. Es va publicar per primera vegada als números de gener de 1924 de The Strand Magazine a Londres i a Hearst's International a Nova York.

## Resum de la trama

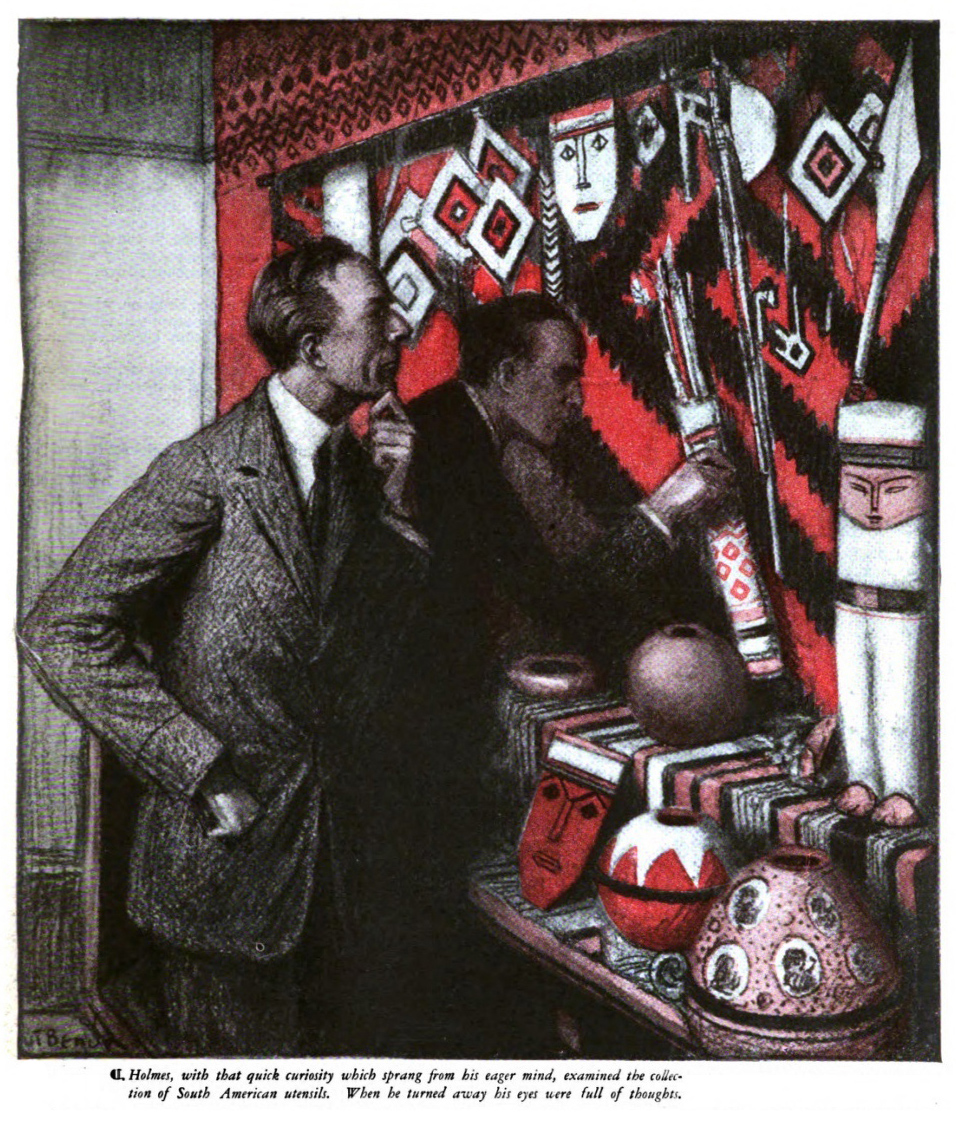
Il·lustració de W. T. Benda per a "The Sussex Vampire" publicada a Hearst's International el gener de 1924

Holmes rep una carta estranya que fa referència als vampirs. El senyor Robert Ferguson, que arriba al 221B de Baker Street l'endemà al matí, s'ha convençut que la seva segona dona peruana ha estat xuclant la sang del seu fill. De la seva primera dona, té un fill de 15 anys anomenat Jack, que va patir un desafortunat accident quan era petit i ara, tot i que encara pot caminar, no té ple ús de les cames. Des de l'inici de la succió de sang, Jack ha estat inexplicablement colpejat dues vegades per la seva madrastra, encara que el senyor Ferguson no s'imagina per què. Des que el seu marit la va descobrir, s'ha tancat a la seva habitació i s'ha negat a sortir. Només la seva minyona peruana, la Dolores, pot entrar. Pren els àpats de la senyora Ferguson.
Fins i tot abans que Holmes i Watson marxessin cap a la casa del senyor Ferguson a Sussex, Holmes ha descobert què està passant i no té res a veure amb els vampirs. El viatge d'Holmes es fa simplement per observar i confirmar el que ja ha deduït.
A la seva arribada a Sussex, la minyona de la senyora Ferguson anuncia que la seva senyora està malalta i el doctor Watson s'ofereix a ajudar. Troba una dona agitada a l'habitació del pis de dalt; ella parla de tot ser destruït i de sacrificar-se en lloc de trencar el cor del seu marit. També demana al seu fill, que ha estat amb la infermera, la senyora Mason, des que el senyor Ferguson es va assabentar dels incidents xuclagants. Holmes examina les armes sud-americanes exposades a la casa i coneix els nens. Mentre el senyor Ferguson està encantat amb el seu fill petit, Watson s'adona que Holmes mira a la finestra. No es pot imaginar per què el seu amic fa això.
Aleshores, Holmes revela la veritat sobre el que ha passat, per a alleujament de la senyora Ferguson, ja que això és exactament el que esperava: que la veritat surti dels llavis d'una altra persona. Resulta que el culpable és Jack, el fill gran del Sr. Ferguson, que està extremadament gelós del seu jove mig germà. Holmes ho ha confirmat mirant el reflex de Jack a la finestra mentre l'atenció del seu pare es posava en el nadó. Jack ha intentat assassinar el seu germanastre disparant-li dards enverinats, i així s'explica el comportament de la seva madrastra de xuclar el coll del nadó: ella estava xuclant el verí. També explica per què va colpejar en Jack i per què estava malalta quan van arribar Holmes i Watson. Les ferides, per tant, van ser causades pels dards, no per la seva mossegada.

## Matilda Briggsi la rata gegant de Sumatra
A "L'aventura del vampir de Sussex", Holmes esmenta a Watson el cas del vaixell Matilda Briggs i la rata gegant de Sumatra, identificant-lo com "una història per a la qual el món encara no està preparat". Aquesta única referència ha estat ampliada per una sèrie d'autors i intèrprets que han creat les seves pròpies versions de la història o han fet al·lusió a ella en contes propis.
Edith Meiser va escriure un guió basat en la referència de la sèrie de ràdio  Les aventures de Sherlock Holmes. El guió es va utilitzar per a un episodi, titulat "The Giant Rat of Sumatra", que es va emetre el 9 de juny de 1932. Un episodi amb el mateix títol també es va emetre a la sèrie de ràdio relacionada The New Adventures of Sherlock Holmes l'1 de març de 1942.

## Historial de publicacions
"The Adventure of the Sussex Vampire" es va publicar per primera vegada al Regne Unit a The Strand Magazine el gener de 1924, i als Estats Units a Hearst's International (sota el títol "The Sussex Vampire") el mateix mes. La història es va publicar amb quatre il·lustracions de Howard K. Elcock a The Strand, i amb quatre il·lustracions de W. T. Benda a Hearst's International. Va ser inclòs a la col·lecció de contes L'arxiu de Sherlock Holmes, que es va publicar al Regne Unit i als Estats Units el juny de 1927.

## Adaptacions

### Ràdio
La història va ser adaptada per Edith Meiser com a episodi de la sèrie de ràdio nord-americana The Adventures of Sherlock Holmes. L'episodi es va emetre el 16 de febrer de 1931, amb Richard Gordon com Sherlock Holmes i Leigh Lovell com el Dr. Watson. El guió es va tornar a utilitzar per a un episodi que es va emetre el 7 de març de 1936 (amb Gordon com a Holmes i Harry West com a Watson)
Meiser també va adaptar la història com a episodi de la sèrie de ràdio nord-americana The New Adventures of Sherlock Holmes que es va emetre el 2 d'octubre de 1939 (amb Basil Rathbone com a Holmes i Nigel Bruce com a Watson), i un altre episodi que es va emetre el 14 de desembre de 1947. (amb John Stanley com a Holmes i Alfred Shirley com a Watson).
Una dramatització radiofònica de la història adaptada per Michael Hardwick es va emetre al BBC Light Program l'any 1964, com a part de la sèrie de ràdio 1952–1969 protagonitzada per Carleton Hobbs com Holmes i Norman Shelley com Watson).
"The Sussex Vampire" va ser dramatitzat per a la BBC Radio 4 el 1994 per Bert Coules com a part de la sèrie de ràdio 1989–1998 protagonitzada per Clive Merrison com Holmes i Michael Williams com Watson. Va comptar amb Michael Troughton com Robert Ferguson.
El 2012, la història va ser adaptada per a la ràdio com a episodi de The Classic Adventures of Sherlock Holmes, una sèrie del programa de ràdio nord-americà Imagination Theatre, amb John Patrick Lowrie com a Holmes i Lawrence Albert com a Watson.

### Televisió
A la adaptació televisiva de l'adaptació produïda per Granada Television i protagonitzada per Jeremy Brett com Sherlock Holmes, 1993 d'aquest cas titulada "The Last Vampyre", el cas es va alterar. A la versió televisiva, Holmes va és cridat pel vicari de la ciutat per investigar la mort del nadó, amb el principal sospitós el recentment arribat Sr. John Stockton, un home que es rumoreja que descendeix d'una família de vampirs. Durant aquesta investigació, es revela que Jack, portat als deliris a causa de l'accident de la infància que li va costar l'ús total de les cames, ha arribat a creure que és un vampir a causa del poder i la por que inspira aquesta criatura, veient Stockton. com una mena de "mentor" a causa de la seva habilitat aparentment vampira per encantar les dones. El cas conclou amb Stockton mort en un accident, Ferguson tan aterroritzat per aquests esdeveniments que intenta estacar el cadàver de Stockton i Jack es llança des d'una casa en ruïnes intentant volar com a part del seu engany.
Un episodi de la sèrie de televisió animada Sherlock Holmes al segle XXII es va basar en la història. L'episodi, titulat "The Adventure of the Sussex Vampire Lot", es va emetre per primera vegada el 1999.
El drama de televisió japonès Miss Sherlock del 2018 va adaptar "The Adventure of the Sussex Vampire" a la temporada 1, episodi 4 "The Wakasugi Family", ambientant-lo al Japó actual. L'episodi és bastant fidel a l'original, però inclou un antagonista secundari motivat per la venjança.